# Piper fusagasuganum
Piper fusagasuganum är en pepparväxtart som beskrevs av Trel. & Yunck.. Piper fusagasuganum ingår i släktet Piper och familjen pepparväxter. Inga underarter finns listade i Catalogue of Life.